# Liste der Flüsse in Uruguay

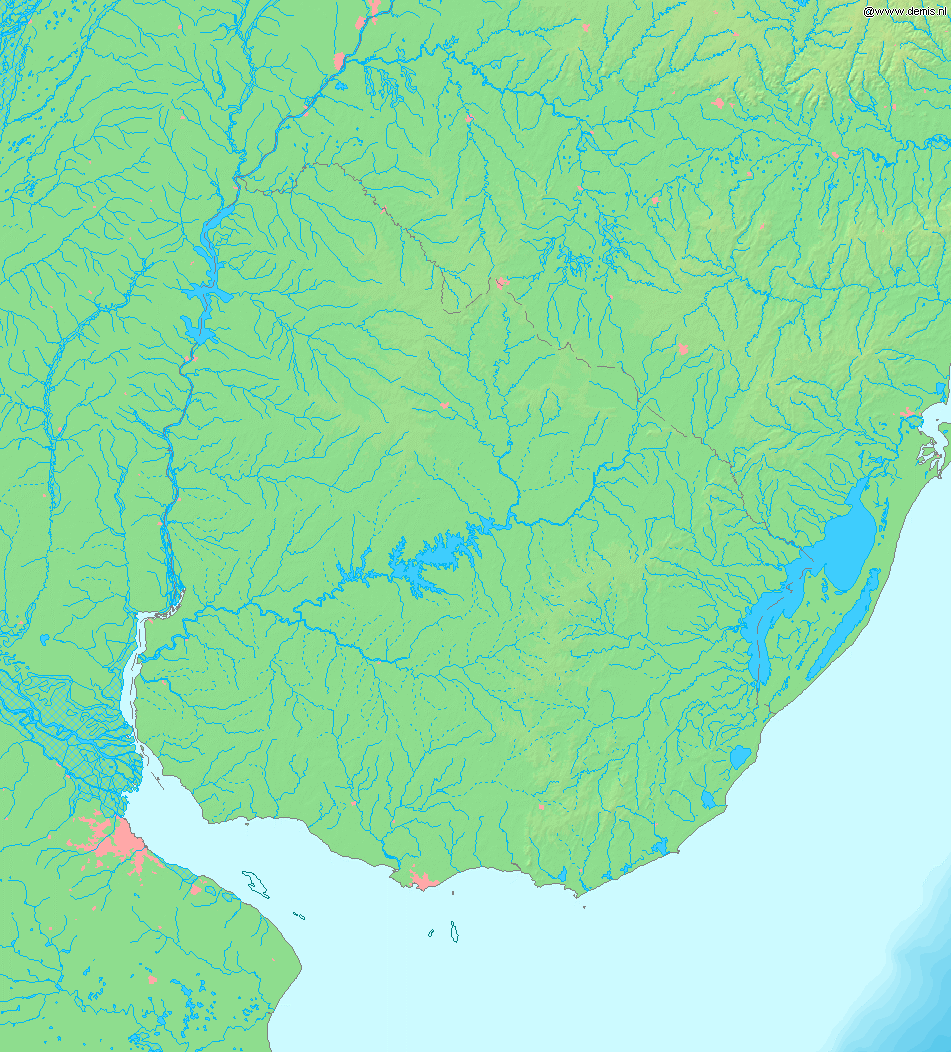

Dies ist eine Liste der Flüsse in Uruguay. Diese Liste ist jedoch nur hinsichtlich der größten Flüsse des Landes vollständig und weist bei der Auflistung der Zuflüsse noch Lücken auf.

## La-Plata-Einzugsgebiet
- Río de la Plata

### Direkte Nebenflüsse des Río de la Plata

#### Río Uruguay
- - Río Uruguay

##### Río Cuareim
- -     - Río Cuareim
      - Arroyo de la Invernada
        - Arroyo Trillo
        - Arroyo de Florencio
        - Arroyo Maneco
          - Zanja del Ceibo
          - Arroyo de la Charqueada
          - Arroyo de la Línea
          - Arroyo de los Caraguatás
            - Zanja del Portón

      - Arroyo Sepulturas
        - del Negro
        - Zanja del Blanquillo
        - Zanja Grande
        - Zanja de las Orejanas

      - Arroyo del Tigre
      - Arroyo de María Lemos
      - Arroyo Catalán Grande
        - Gajo del Catalán
        - Honda
        - Arroyo Catalán Chico
          - Totora
          - Honda
          - del Medio
          - de la Aruera

        - Arroyo Juan Fernández
          - Arroyo del Medio
            - Gruta de las Nutrias
            - de Juan Pedro

        - Arroyo Sauce de Macedo
        - Arroyo del Catalancito
        - Grande
        - Arroyo Catalán Seco
          - Zanja del Zorro
          - Zanja de la Divisa

      - Arroyo Piedra Pintada
      - Arroyo Guayubirá
      - Arroyo Pintado Grande
      - Arroyo Pintadito
      - Arroyo Tamanduá
      - Arroyo Chiflero
      - Arroyo de la Aruera
      - Arroyo de Lemos
      - Arroyo Guaviyú
      - Arroyo de la Raposa
      - Arroyo Yacot
      - Arroyo Yacaré Grande
        - Arroyo Yacaré Chico

      - Arroyo del Cortado
      - Arroyo Tres Cruces Grande
        - Arroyo Pelado
        - Arroyo Tres Cruces Chico
        - Arroyo Sarandí
        - Arroyo Guaviyú

      - Arroyo Cuaró Grande
        - Arroyo Sarandí
          - Arroyo Sarandí Chico

        - (de Piq oder Zanja Angelica)
        - del Zorro
        - del Pozo
        - Arroyo del Sauce
        - Arroyo Cuaró Chico

      - Arroyo Yucutujá
        - Arroyo Yucutujá Miní

##### Weitere Nebenflüsse des Río Uruguay
- -     - Arroyo Santa Rosa

- -     - Arroyo Itacumbú

- -     - Arroyo Lenguazo

- -     - Arroyo Ñaquiñá

- -     - Arroyo Mandiyú
      - Arroyo Falso Mandiyú

- -     - Arroyo del Tigre

- -     - Arroyo Guaviyú
      - Arroyo Curupí

- -     - Arroyo Ceibal

- -     - Arroyo de las Vacas

##### Arroyo Yacuy
- -     - Arroyo Yacuy
      - Peras
      - Sauzal
      - de la Tuna
      - Laurel
      - Manantiales
      - Montecito
      - Cañada de Fidencio
      - de la Isleta
      - Arroyo Sarandí
      - del Ceibal
      - Zanja del Cerro Chato
      - Zanja de los Juncos
      - Zanja Pantanosa
      - Zanja del Manantial
      - Zanja de la Uña de Gato
      - Arroyo de las Pavas
        - del Chingolo
        - de la Quebrada
        - de la Divisa
        - de la Colorada

      - del Barro Blanco
      - Troperos
      - Manantiales
      - Arroyo Palma Sola Grande
        - Arroyo Palma Sola Chico
          - del Mataojo
          - Telegrafo

      - Atolladero
      - Arroyo Sarandí
        - Arroyo de Gaspar

##### Weitere Nebenflüsse des Río Uruguay
- -     - Arroyo San José

- -     - Zanja Espinosa

- -     - Arroyo Segovia

##### Arroyo Boycua
- -     - Arroyo Boycua
      - del Tirapopo
      - Isleta
      - del Horno
      - del Medio
      - del Ceibal
      - Arroyo Reina

##### Río Arapey
- -     - Río Arapey
      - Arroyo Juan Pérez (R)
      - de La Quebrada (L)
      - del Sauce (R)
      - del Blanquillo (L)
      - de la Tapera (L)
        - de la Leona
        - de Claudino

      - del Tigre (L)
      - Arroyo Del Cerro Chato (R)
        - Arroyo Sarandí Chico
          - del Tala
          - Gruta de Carlos

        - de la Chacra
        - de la Horqueta

      - Timboa (R)
      - del Medio (L)
      - Arroyo Sarandí del Arapey (R)
        - del Sarandí
        - de la Cruz
        - del Carancho
        - Gruta del Campamento

      - del Sauce (R)
      - Arroyo Cambará (L)
      - Arroyo Mataperros Grande (R)
        - Capívara
        - Arroyo Mataperros Chico
          - del Tala

        - del Cerro
        - del Cerro Grande
        - (Guaviyú oder del Medio)
        - Tapera
        - (del Potrero oder del Rodeo)

      - (del Tala oder del Sauce) (R)
      - Portera (R)
      - Zanja del Medio (L)
      - Zanja del Horno (R)
      - Arroyo Mataojo Chico (L)
        - del Cuervo
        - del Tala
        - (Uña de Gato oder del Sauce)
        - de la Isleta
        - del Sarandí

      - (del Sauce oder Sarandí) (R)
      - del Bagre (L)
      - Arroyo de los Talitas (R)
      - Arroyo Mataojo Grande (L)
      - de Albornoz (R)
      - de la Horqueta (R)
      - del Sarandi (R)
      - Arroyo Mataojito (L)
      - del Tala (R)
      - Arroyo Capon del León (L)
      - del Sauce (L)
      - (del Sauce oder de las Nutrias) (R)
      - de los Manantiales (L)
      - del Sauce (R)
      - Arroyo del Sauce (Río Arapey) (L)
        - Cerrillada

      - Arroyo del Sarandi (R)
      - Arroyo Sopas (L)
      - del Sauce (R)
      - del Blanquillo (L)
      - (del Sauce oder del Zorro) (R)
      - Cerrillada (R)
      - Arroyo Valentín Grande (L)
        - Manantiales
        - Honda
        - Grande
        - de Varge
        - de Vera
        - Arroyo de las Flores
          - de las Lagunas
          - de la Pulpería

        - de la Tapera
        - Manantiales
        - Zanja del Juncal
        - Arroyo del Sauce
        - Arroyo de la Isleta
          - del Cerro Grande
            - de Zenón
            - Pantanosa

          - del Sarandí
            - Tres Cerros
            - de la Totora
            - del Pedregal

        - (del Blanquillo oder de la Tapera)
        - del Charrúa
        - del Sauce

      - del Sauce (R)
      - Arroyo de las Tunas (L)
      - de Alcaín (R)
      - Arroyo del Tala (L)
        - del Cerrito
        - del Juncal
        - Sarandí
        - del Chircal

      - de las Pedras (R)
      - Arroyo Divisa (R)
        - de las Piedras
        - de Taboada

      - de la Tapera (R)
      - de la Isleta (L)
      - del Yacaré (R)
      - de las Pedras (R)
      - San Ricardo (R)
      - Uña de Gato (R)
      - (Arroyo(?) Grande oder Arroyo Tangarupá oder Arroyo de Saucedo) (L)
      - Piedra Sola (L)
      - Río Arapey Chico (R)
        - del Junco
        - del Medio
        - (Zanja del Sauce oder Espinillos oder del Arbolito)
          - Zanja del Medio

        - de Balduino
        - de las Nutrias
        - Arroyo Sequeira
          - del Molino

        - Zanja de los Talas
        - (Zanja del Duraznal oder Zanja de la Cerrillada)
        - Zanja del Indio
        - Arroyo de las Cañas
          - Arroyo Patitas
          - Zanja de la Estancia
          - Zanja de las Tunas
          - Zanja de los Tres Capones
            - Zanja Pantanosa
            - Zanja de los Manantiales

        - del Cobre
        - Arroyo Averías
          - Pantanosa

        - Arroyo Ceballos Grande
          - Arroyo Ceballos Chico
            - Curupí
            - de la Tapera
            - del Lobuno

          - Arroyo Ceballitos

        - Arroyo del Arbolito
          - del Tajamar

        - del Guaviyú
        - del Horno
        - de la Divisia
        - Sauce
        - de la Palma
        - Carreta Quemada
          - del Sauzal

        - Jorgita
        - del Mayor
        - Capívara
        - del Tala
        - del Rodeo
        - de Ganza
        - de los Talas
          - de los Cerros

        - del Campamento
        - de los Manantiales
        - del Ceibo
        - del Espinillo

      - Arroyo del Tala (R)
        - de la Cruz (L)
        - del Sauzal (R)

      - de la Isleta (R)
      - del Sauce (L)
      - del Sarandi (R)
      - Perro Viejo (R)
      - del Sauce (R)
      - del Sauzal (L)
      - del Charrúa (R)
      - Piedra Sola (L)
      - de la Totora (L)
      - del Fondo (R)
      - del Medio (R)
      - Sarandí (R)
      - Arroyo Palomas Grande (L)
        - Arroyo Palomas Chico
        - Fea
        - (de la Chacra oder del Puesto Viejo)
        - de la Encierra
        - de la Fogata

      - Tupambaé (L)
      - de la Chacra (R)
        - del Cerrito
        - del Juncal
        - Sarandí
        - del Chircal

##### Weitere Nebenflüsse des Río Uruguay
- -     - Arroyo Espinillar

- -     - Isletas

- -     - de Uvierne

- -     - Arroyo Ceibal Chico

- -     - Arroyo Ceibal Grande
      - del Curupí
        - del Medio

      - del Lapacho

- -     - del Ubajay

- -     - del Herrero

##### Arroyo Itapebí Grande
- -     - Arroyo Itapebí Grande
      - de los Manantiales
      - Divisoria
        - del Tala
          - de los Manantiales

      - Cecilia
      - de la Higuerita
      - del Apio
      - del Cementerio
      - del Puesto
      - del Mirasol
      - del Fondo
      - San Gregorio
      - de San Diego
      - (de las Perdices oder del Sauce oder del Sarandí)
      - de las Mercedes
      - Arroyo de los Talas
        - Pantanosa

      - (del Juncal oder Honda)
      - del Convoy
      - Arroyo Itapebí Chico
        - de los Manantiales
        - Sarandí
        - Sarandí
        - del Cerrito
        - de Claro
        - Grande
          - de la Tapera
          - del Sauce
          - de la Torre

        - de la Palmita
        - del Penado
        - de las Pavas
        - del Guaviyú

      - del Yacaré

##### Weitere Nebenflüsse des Río Uruguay
- -     - del Corral Viejo

- -     - Arroyo San Antonio Grande
      - de la Bomba
      - del Sauce
      - Arroyo San Antonio Chico
        - del Horno

      - del Ubajay

- -     - Arroyo Ceibal

- -     - Cañada del Paraguay

- -     - de las Chacras

- -     - del Sauce

- -     - Corralito

- -     - Cañada de la Viuda

- -     - del Charrúa

- -     - del Cerrito

- -     - Yuquerí

##### Río Daymán
- -     - Río Daymán
      - de la Chacra
      - (de la Isleta oder de los Juncos)
      - Arroyo de Aréchaga
      - Arroyo del Totoral
      - (Arroyo del Tala oder Arroyo Mataojo)
      - Arroyo del Sauce
      - de la Totora
      - de Castro
      - Larga
      - Arroyo del Sauce (Río Daymán, Salto, II.)
      - Arroyo Tembetarí
      - Arroyo Bayucuá Grande
      - Arroyo del Sarandí
      - (Arroyo del Melado oder Arroyo del Sauce Seco)
      - del Sauce
      - Arroyo del Sauce Chico
      - (Arroyo Laureles Grande oder Arroyo Tajamar)
      - Tala
      - Arroyo del Tala
        - Charrúa

      - del Sauce
      - del Puente Blanco
      - Arroyo Ceibal Grande
        - Quiebrayugos

      - de Doña Jacinta
      - de Aranda
      - del Tala
      - del Medio
      - Arroyo del Pescadero
      - Arroyo del Tala
      - del Medio
      - del Totoral
      - Arroyo de las Tunas
      - Arroyo del Sauce
      - Arroyo Blanquillo Grande
      - de la Estancia
      - del Sauce
      - del Pozo Negro
      - Arroyo del Tala
      - (del Juncal oder Juan Manuel)
      - de las Yeguas?
      - Arroyo Carumbé
      - de la Yeguada
      - de los Manantiales
      - de los Toros
      - Sauce
      - de la Cantera
      - Bella Vista
      - (del Sauce oder de los Zorros)
      - Cerro Pelado
      - Garrido
      - Tajamar
      - Arroyo Rodríguez
      - de los Sauces

##### Weitere Nebenflüsse des Río Uruguay
- -     - de los Capones

- -     - (Arroyo Quebrachillo oder Arroyo Hervidero Grande)

- -     - Carreta Quemada

- -     - Arroyo Chapicuy Chico
      - Buena Vista
      - de la Barra

##### Arroyo Chapicuy Grande
- -     - Arroyo Chapicuy Grande
      - Arroyo del Tala
      - Arroyo San Pedro
      - Arroyo Carpinchurí
        - Santa Blanca
        - Cinco Líneas
        - Tapera

      - del Rincón

##### Weitere Nebenflüsse des Río Uruguay
- -     - del Vizcaíno

- -     - Arroyo Guaviyú

- -     - Arroyo Sombrerito

- -     - de los Camoatis

- -     - Arroyo Barrancas Grande

- -     - del Sauce

- -     - Arroyo Sauce

- -     - Arroyo Malo

- -     - de los Médanos

- -     - Fea

- -     - del Puesto

- -     - del León

- -     - del Tigre

- -     - (Arroyo San José(Paysandú) oder Arroyo del Horno)

- -     - de las Mulas

- -     - Arroyo Sauce del Uruguay

- -     - del Yacaré

- -     - Río Queguay
      - Río Queguay Chico

- -     - Arroyito del Pajonal

- -     - de Trejo

- -     - Arroyo San Francisco Grande

- -     - Arroyo Sacra

- -     - (Arroyo Sauce oder Arroyo Juan Santos)

- -     - Cañada de los Cerros (im Kartenmaterial auch als Cañada de los Perros)

##### Arroyo Negro
- -     - Arroyo Negro
      - del Queso
      - del Mojón
      - del Carmen
      - del Changuero
      - de la Horqueta
      - de la Totora
      - del Rodeo
      - del Paso Real
      - Juan de Dios
      - (de la Estancia oder del Medio)
      - del Puesto
      - Rodeo del Rincón
      - Palo de Pique
      - Arroyo González
      - de la Tranquera
      - del Ombú
      - del León
      - Arroyo Gutiérrez Grande
      - Arroyo Ñañez
      - del Sauce
      - de la Laguna
      - de la Estancia
      - de Jaras Grande
      - de Jaras Chica
      - del Cerro
      - de la Totora
      - Arroyo Bellaco
      - Arroyo Sarandzial
      - del Horno
      - (Arroyo del Sauce oder Arroyo Sarandí)
      - Arroyo del Gato Grande
      - Sifredí
      - de Tingutí
      - del Ciervo
      - del Sauce
      - del Totoral
      - de Pancho
      - Arroyo Rabón
      - Arroyo Curupí
      - Arroyo Cangüé
      - de la Viuda Goya
      - Arroyo Coronilla
      - Quebracho

##### Weitere Nebenflüsse des Río Uruguay
- -     - Arroyo del Medio

- -     - Arroyo del Puente

- -     - Arroyo del Saladero

- -     - Arroyo del Bote

- -     - (Arroyo San Javier oder Arroyo Isletas)

- -     - Arroyo Farrapos
      - del Ceibal

- -     - Arroyo de las Ovejas

- -     - Arroyo Román Grande
      - Arroyo Román Chico
        - del Sauce

      - Arroyo Juanín
      - Arroyo Pingüino (Mündung in den Arroyo Román Grande nicht klar ersichtlich)
      - de la Zanja Honda (Mündung in den Arroyo Román Grande nicht klar ersichtlich)
      - de la Potranca (Mündung in den Arroyo Román Grande nicht klar ersichtlich)

- -     - Arroyo de los Burros

- -     - Arroyo de la Yeguada

- -     - Arroyo del Yacaré

- -     - Arroyo Saladero

- -     - Arroyo de los Patos
      - Totoral

- -     - Arroyo de la Calera
      - de las Lechiguanas

- -     - Arroyo Bopicuá

- -     - Arroyo Las Cañas

- -     - Arroyo Laureles

- -     - de los Perros

- -     - Arroyo Yaguareté Grande

- -     - Arroyo Esmeralda

- -     - Arroyo Laureles

- -     - Arroyo Fray Bentos
      - Horqueta

- -     - Arroyo de las Cañas

- -     - Arroyo Caracoles Chico
      - del Ceibo
      - de las Nutrias

- -     - Arroyo Caracoles Grande
      - Sanubame
      - Fea

- -     - del Potrero

##### Río Negro
- -     - Río Negro
      - Arroyo de las Maulas
      - Arroyo Bequeló
        - Arroyo Cabelludo

      - Arroyo Cololó
      - Arroyo de Vera
      - Arroyo Salsipuedes
        - Arroyo Molles Grande

      - Arroyo Tres Arboles
        - Arroyo Coronilla
        - Arroyo Argüelles

      - Arroyo Rolón
      - Arroyo Chileno Grande
      - Arroyo de las Conchas
      - Arroyo de las Cañas
        - Arroyo San José

      - Arroyo Molles de Porrúa
      - Arroyo Ramírez Grande
      - Arroyo de la Enramada
      - Arroyo Coladeras
        - Arroyo Sánchez Grande

      - Arroyo del Abrojal
      - Arroyo Palleros
      - Arroyo Fraile Muerto
      - Arroyo Tupambaé
        - Arroyo Quebracho

      - Arroyo Tarariras
      - Arroyo Cordobés
        - Arroyo Pablo Pérez
        - Arroyo de las Palmas

      - Arroyo Don Esteban
        - Arroyo de la Palmita

      - Arroyo Grande (Río Negro, rechtsseitig)
        - linksseitige Nebenflüsse:
        - del Sombrero
        - del Cerro Chato
        - de la Isleta
        - San Fructuoso
        - Arroyo Sarandí
        - Arroyo Mataojo
        - La Chacra
        - del Cerro Montuoso
        - del Laurel
        - del Sauce
        - Arroyo Averías Grande
          - Arroyo Matachinas

        - del Potrero
        - del Viraró
        - del Totoral
        - Arroyo Averías Chico
        - Arroyo de los Viraroes
        - Arroyo de Itacabo
        - Arroyo Hondo
        - Arroyo de los Manantiales
        - rechtsseitige Nebenflüsse:
        - Marcela
        - de los Burros
        - de la Isla
        - del Cerro Montañoso
        - de la Manguera
        - del Canelón
        - N.N.(del Campamento?)
        - Arroyo Sarandí Grande
        - Arroyo Mataojo
        - Arroyo del Sauce
        - de San Gabriel
        - Arroyo Retobadas
        - N.N.(de la Estancia oder San Juan)
        - de Gabriel
        - de Doña Carolina
        - del Paraíso
        - del Rosario

      - Arroyo Grande
        - de las Piedras
        - del Sauce Solo
        - Arroyo del Sauce
          - de los Perros
          - del Toro Muerto

        - de los Molles
        - Arroyo Espinosa
          - Arroyo de Monzón
            - Arroyo Curupí
            - Piedras de Afilar
            - del Bañadero
            - del Horno

          - del Sauce
          - Arroyo del Tala
          - Sauce

        - Arroyo del Sauce
          - de las Piedras

        - Pantanosa
        - Arroyo del Tala
        - del Pedregal
        - de la Sierra
        - del Puente
        - N.N.(de la Carbonera?)
        - de los Laureles
        - del Agua Dulce
        - Arroyo del Muga
          - de los Barros

        - Arroyo del Minero
        - Arroyo del Estaqueadero
        - Arroyo del Sauce
        - Talita, Arroyo Alzogaray
        - Arroyo Margarita
        - del Curupí
          - Santa Ana

        - Arroyo del Arenal
          - Arroyo del Sauce

        - de la Manga
        - Arroyo Talita
        - Arroyo de la Guardia Vieja
          - de la Totora

        - del Sauce
        - Arroyo del Arenal Chico
        - Arroyo del Arenal Grande
        - de la Picada
        - Arroyo del Pantanoso
        - Arroyo del Sauce
        - (Arroyo Cueva del Tigre oder Arroyo Sauce)
        - Arroyo del Sauce
        - Arroyo del Sauce
        - Arroyo Agua Dulce
        - Arroyo del Medio
        - Arroyo Sauce
        - Ceibo

###### Río Yí
- -     -       - Río Yí
        - Arroyo del Sauce
        - Arroyo Valentín
        - Arroyo Monzón
        - (Molles del Pescado oder del Pescado)
        - Arroyo Illescas
        - (Arroyo Sauce del Yí oder Arroyo de la Manguera)
        - Arroyo Mendoza
        - Arroyo Mansavillagra
        - Arroyo del Sauce
        - Arroyo de la Cueva del Tigre
        - Arroyo de la Arena
        - Arroyo Timote
        - Arroyo Sauce de Abajao
        - (Arroyo de Castro, Arroyo Pantanoso oder Arroyo Tala de Castro)
        - (Arroyo Sarandí oder Arroyo Tala)
        - Arroyo del Sauce
        - Arroyo del Avance
        - Pajal
        - Arroyo Sauce de Villanueva
        - Arroyo del Sauce
        - Arroyo del Sauce
        - Arroyo Maciel?
        - Arroyo del Tala
        - Arroyo del Sauce
        - Sauce
        - (Arroyo de la Manguera oder Arroyo de las Palmas)
        - Arroyo Arazá
        - del Sauce
        - Viraró
        - Arroyo Porongos
          - Arroyo Viraró
          - Arroyo de la Estancia

        - del Vichadero
        - Valenzuela
        - de la Laguna
        - Sauce
        - Arroyo Malo
        - Arroyo del Tala
        - Arroyo Carpintería
        - Isla Grande
        - Arroyo Marincho
        - Arroyo de los Molles (Río Yí, I)
        - Arroyo del Sauce
        - Arroyo Sauce
        - Arroyo de los Molles (Río Yí, II)
        - Arroyo del Sauce
        - (Arroyo Malbajar oder Arroyo del Infante)
        - del Tala
        - Arroyo del Tala
        - Arroyo Antonio Herrera
        - Arroyo del Sauce
        - Arroyo del Tala
        - Arroyo de la Mariscala
        - Arroyo del Carmen
        - Arroyo Santa Fé
        - Arroyo del Sauce
        - Arroyo Maestre Campo
        - Arroyo del Saucesito
        - (Polanco oder del Espinillo)
        - Pedernal
        - Arroyo Tomás Cuadra
        - Arroyo de Tejera
        - Arroyo del Sauce
        - Arroyo Sarandí del Yí
        - Arroyo del Salado
        - Arroyo de Villasboas
        - Sauce
        - Arroyo de Caballero
        - Arroyo Saucesito
        - Arroyo Feliciano
        - Arroyo Sauce
        - (Arroyo Saca Calzones, Arroyo Quiebra Yugos oder Arroyo de los Tapes)
        - de las Laras
        - Arroyo Gamarra
        - San Antonio
        - Arroyo Marincho
        - de la Divisa

###### Arroyo Malo
- -     -       - Arroyo Malo
        - linksseitige Nebenflüsse:
        - del Agua Buena
        - del Nicho
        - de la Ronda
        - Sauce
        - del Horno
        - de las Piedras
        - de la Cantera
        - Arroyo de la Quebrada Grande?
        - Arroyo del Corral Viejo
        - Arroyo del Sauce
        - Viraró
        - N.N.(del Sauce?)
        - de la Porteña
        - del Sauce
        - de los Abrojos
        - rechtsseitige Nebenflüsse:
        - N.N.(Arroyo Sarandí oder Arroyo Yarao oder Arroyo Coronilla)
        - Arroyo Quillay
          - Pajas Blancas

        - Mataojo
        - Arroyo Cardozo
        - Arroyo del Maestrillo
        - Arroyo del Sauce
          - Arroyo Tala
          - de las Cuevitas
          - Pantanosa
          - Agua Buena

        - Zanja Negra
        - Arroyo Calengo
        - Arroyo Canelero
        - Guaviyú
        - de los Cuervos
        - N.N.(Pantanosa?)
        - Arroyo Blanquillo
        - N.N.(Arroyo Rolón oder Arroyo Charata?)
        - (de los Manantiales oder del Medio)
        - (Blanquillo oder de la Tuna)
        - Arroyo Guaviyú
        - N.N.(del Sauce?)

###### Río Tacuarembó
- -     -       - Río Tacuarembó
        - Arroyo Caraguatá
        - Arroyo Tacuarembó Chico
        - Arroyo Valiente
        - Arroyo Aurora
        - Arroyo Yaguarí
        - Arroyo Laureles
        - Arroyo Zapucay

##### Río San Salvador
- -     - Río San Salvador
      - (de los Chanchos oder Cerrillos)
      - de los Molles
      - del Sauce
      - de las Tacuaras
      - de los Membrillos
      - del Laurel
      - del Durazno
      - de los Manantiales
      - del Sauce
      - de los Laureles
      - del Carduz
      - (de An~asco oder del Cerrillo)
      - de Tadeo
      - (de las Mojones oder de las Palmas)
      - de las Piedras
      - de las Palmitas
      - Nieto
      - de los Cerrillos
      - del Horno
      - de las Horquetas
      - Prestes
      - de Deus
      - de Viera
      - Arroyo del Espinillo
        - Cañada del Espinillo (L)
        - del Tajmar (R)
        - N.N. (del Medio oder del Rodeo) (R)
        - de las Pajas (R)

      - Arroyo del Medio
      - Arroyo Olivera
      - (del Realito oder de las Piedras)
      - Arroyo San Martín
        - (del Juncal oder del Cerro)
        - de los Manantiales
        - Manguera
        - Laurel
        - (Pedragosa oder del Totoral)
        - Arroyo del Medio
        - del Sauce
        - del Bañado
        - del Tala
        - del Totoral

      - del Curupí
      - de la Azotea
      - de Albin
      - de Sosa
      - Honda
      - Arroyo Maciel
      - Arroyo del Corralito
      - Arroyo del Águila
      - N.N.(de la Paraguaya?)
      - (La Pantanosa oder Magallanes)
      - Arroyo Bizcocho
      - del Coronilla
      - del Coronilla
      - Chica

##### Weitere Nebenflüsse des Río Uruguay
- -     - (Arroyo del Catalán oder Arroyo Arenal Grande)

- -     - Arroyo de la Agraciada
      - Arroyo Agraciada Chico

- -     - Arroyo Porrúa

- -     - Arroyo Gutiérrez
      - del Durazno

- -     - Arroyo del Sauce
      - Ramblón
        - Pérez

      - Yerba Buena
      - de las Toscas
        - de los Molles

      - de los Álamos

- -     - Arroyo de las Higueritas

##### Arroyo de las Víboras
- -     - Arroyo de las Víboras
      - Sauce
      - Sauce
      - Arroyo Chileno
        - de Votarte

      - Arroyo de las Flores
      - Arroyo Polancos
        - del Sauce
        - Arroyo Polancos Chico

      - de la Tahona

##### Weitere Nebenflüsse des Río Uruguay
- -     - Arroyo de las Vacas
      - de las Pajas Blancas
      - de Castro
      - Pantanosa
      - Arroyo Sarandí
        - del Molles
        - Piedras Blancas

      - Arroyo Molles
      - Berreta
      - Valenzuela
      - Venezuela
      - de Nieto
      - Arroyo Juan González Grande
        - de los Molinos
        - Sin Nombre
        - de Rufina
        - Arroyo Juan González Chico
        - Pantanosa
        - del Bajo Largo

      - de Zabala
      - de Angelina
      - Cervantes
      - del Sauce
      - Arroyo Curupí

- -     - de Ventura

- -     - Pantanosa

- -     - Arroyo Santo Domingo
      - del Curupí
      - del Rodeo
      - del Ceibo

#### Weitere kleinere Nebenflüsse
- - de Matadero
  - Arroyo Tigre Chico
  - Arroyo Tigre Grande
    - del Baño

  - Arroyo de las Limetas

#### Arroyo Conchillas
- - Arroyo Conchillas
    - Arroyo del Sauce
    - Cerro Chato

#### Weitere kleinere Nebenflüsse
- - de las Tunas

#### Río San Juan
- - Río San Juan

#### Weitere kleinere Nebenflüsse
- - de la Negra
  - Totora
  - Arroyo Chileno
  - Arroyo del Caño

#### Arroyo de la Caballada
- - Arroyo de la Caballada
    - de los Cerros
    - Arroyo del General
      - de las Onzas
      - Cañada de las Armas
      - Cañada de la Estanzuela

#### Arroyo Riachuelo
- - Arroyo Riachuelo
    - Vaimaca Vaimaca
    - Arroyo del Medio
    - Arroyo Quintón
      - del Lisboa
      - del Curupí

    - de las Cardas
    - de Suárez
    - de Pérez

#### Weitere kleinere Nebenflüsse
- - Arroyo de Pintos
  - Arroyo Artilleros
    - Artilleros

  - Vega

#### Arroyo Sauce
- - Arroyo Sauce
    - Arroyo Minuano
    - Quebrachal
    - Villarruel

#### Río Rosario
- - Río Rosario
    - Molles
    - Arroyo del Medio
    - Arroyo de la Horqueta
    - Arroyo de la Quinta
    - Arroyo Rosario Chico
    - Sarandí
    - Arroyo Sarandí Grande
    - Rama Negra
    - del Molino
    - Laureles
    - Sauce
    - Fea
    - Arroyo Pichinango
    - Arroyo de los Membrillos
    - Arroyo Navarro
    - Tajamar
    - Arroyo Colla
      - del Horno
      - del Sauce
      - Arroyo de las Conchas
        - Fea
        - de las Piedras
        - del Perdido
        - Grande
        - de las Piedras

      - Arroyo Sauce Chico
      - (Arazá oder Algarín oder del Horno)
      - de la Calera
      - Arroyo Quicho
      - del Encierro
      - Arroyo del Sauce
        - del Horno

      - de los Laureles
      - de los Talas
      - de la Quinta
      - Arroyo del Tala
      - Arroyo Salado
      - (del Puesto oder Gamas)
      - Grande
      - Mimbre Solo

    - Arroyo Cufré

#### Weitere kleinere Nebenflüsse
- - Arroyo Tembetarí
  - Arroyo Sauce

#### Arroyo Cufré
- - Arroyo Cufré
    - Arroyo Pantanoso

#### Arroyo Pavon
- - Arroyo Pavón
    - Arroyo de las Cañas

#### Weitere kleinere Nebenflüsse
- - Arroyo Luis Pereira
  - Arroyo N.N. (Sauce?)
  - de la Guardia
  - Arroyo San Miguel
  - Arroyo San Gregorio
  - de los Ceibos
  - Arroyo Mauricio
  - Arroyo Pajas Blancas
  - Arroyo del Tigre

#### Río Santa Lucía
- - Río Santa Lucía
    - Río San José
      - Arroyo San Gregorio
      - Arroyo Chamizo
      - Arroyo Carreta Quemada
        - Arroyo Tala Chico

      - Arroyo Cagancha

    - Río Santa Lucía Chico
      - Arroyo Isla Mala
      - Arroyo Sauce
      - de las Piedras
      - Sauce

    - Arroyo La Rambla
    - Arroyo del Tala
      - Arroyo Pedernal Grande
      - Arroyo del Arenal Grande
        - Arroyo del Arenal Chico
        - Aristeguy

      - Arroyo del Cuadro
        - Garín

      - Martinez, Villegas
      - Arroyo Colorado Grande
        - de la Perdiz
        - Arroyo Colorado Chico
        - Pajas Blancas
        - Arroyo de la Horqueta

      - Zárate
      - (Garrido oder Tejera)
      - Machín
      - Nutrias
      - Macana
      - del Negro Paciencia
      - Prudencio
      - de los Negros
      - Vázquez
      - de los Chanchos
      - La Lana

    - Arroyo Canelón Grande
      - del Cementerio
      - Cortinas
      - de los Fuentes
      - La Serrana
      - Lagunitas
      - Arroyo Canelón Chico
        - Arroyo del Gigante
        - de la Lana
        - del Tajamar
        - Arroyo de Echevarría
        - del Chaná
        - Marichal
        - Valenzuela
        - Sotelo
        - Totoral
        - Barrancas Coloradas

      - de las Violetas
      - Cardozo
      - Moreira
      - Luzardo
      - Medina
      - Pereira
      - de Quintana
      - Gemino
      - de Hackembruck

    - Cañada Falsa
    - Arroyo Colorado
      - de San Isidro
      - Pírez
      - de las Conchilla
      - Arroyo de las Piedras
      - del Dragon
      - del Juncal
      - del Colorado
      - Arroyo Colorado Chico

#### Weitere kleinere Nebenflüsse
- - de las Piedritas
  - de Rocha
  - de las Pajas Blancas
  - Piedritas
  - de las Yeguas
  - del Tala
  - Arroyo Pantanoso

#### Arroyo Miguelete
- - Arroyo Miguelete

- - del Molino

#### Arroyo Carrasco
- - Arroyo Carrasco

#### Arroyo Pando
- - Arroyo Pando
    - Arroyo Cochengo
    - Arroyo del Descarnado
    - Arroyo La Pedrera
    - Arroyo Tropa Vieja
    - Arroyo del Sauce
    - Arroyo Frasquito
      - Arroyo Piedritas

    - Arroyo de Escobar

#### Arroyo Solís Chico
- - Arroyo Solís Chico
    - Arroyo del Tigre
      - Arroyo Chico
      - Colorada

    - de la Totora
      - Las Nutrias

    - Talita
    - Jorobilla
    - de las Habas
    - de las Piedras
    - La Barra
    - Arroyo Mosquitos
      - Espinillo
      - Arroyo Cueva del Tigre
      - Arroyo Caracoles
      - Bellaca
      - de la Guitarra

    - Arroyo de la Piedra Sola
      - de Horqueta

    - Arroyo de los Negros
      - de Barrancas Negras
      - de las Pajas Blancas
      - (Bartolín oder de los Negros)

    - de las Rosas
    - Arroyo de los Padres
      - del Totoral

    - El Talita

#### Arroyo Sarandí
- - Arroyo Sarandí

#### Weitere kleinere Nebenflüsse
- - Arroyo del Bagre
  - Arroyo de la Tuna
  - Arroyo de la Coronilla
    - Arroyo Junquito

#### Arroyo Solís Grande
- - Arroyo Solís Grande
    - del Portero
    - Baya
    - de los Perros
    - de los Membrillos
    - Arroyo de los Chanchos
    - de los Camalotes
    - (Arroyo Mataojo oder Arroyo Sauce)
    - Arroyo Malvín
    - Arroyo Curupí
    - Arroyo Navarro
    - Arroyo del Sarandí
    - de Viera
    - Arroyo del Sauce
    - Atahona
    - de Garrido
    - Arroyo Sarandí
      - Arroyo de los Patos
      - Arroyo del Juncal

    - de los Perros
    - Arroyo del Sauce Solo
    - Bonilla
    - del Álamo
    - Arroyo Sauce de Solís
    - Arroyo Quebracho
    - Arroyo Tío Diego

- - de las Espinas
  - Arroyo de las Tarariras
    - Castro

  - Arroyo La Cascada
  - Arroyo de la Barra Falsa
  - Arroyo del Potrero/Arroyo El Potrero

## Atlantik

### Arroyo Maldonado
- Arroyo Maldonado
  - Arroyo San Carlos

- Manantiales

## Laguna de San José Ignacio
- (Arroyo de Sosa oder Arroyo Magdalena)
- de la Totora
- de la Colina
- Arroyo José Ignacio
- de los Ceibos

## Laguna-Merín-Einzugsgebiet
- Laguna Merín
  - Río San Luis
  - Arroyo de la India Muerta
  - Río Cebollatí
    - Río Olimar
      - Río Olimar Chico
      - Arroyo Yerbal Grande
        - Arroyo Yerbal Chico
        - Arroyo Yerbalito

      - Arroyo de la Lana
      - Arroyo Las Piedras

    - Arroyo de Godoy
    - Arroyo Gutiérrez
    - Arroyo del Alferez 
      - Canda Grande
      - Arroyo del Leon

    - Arroyo Corrales
    - Arroyo del Aiguá
    - Arroyo Pirarajá

  - Río Tacuarí
    - Arroyo Chuy del Tacuarí
    - Arroyo Garao
    - Arroyo de Santos
    - Bañado de Stirling
    - Bañado de Navarro
    - Bañado de Medina
    - Cañada del Sauce
    - Cañada Grande
    - Arroyo de Los Conventos
    - Arroyo Malo

  - Río Yaguarón
    - Arroyo Sarandí de Barcelo

  - Arroyo de Zapata
  - Arroyo Sarandí Grande
    - Arroyo Sarandí Chico